# Marceline Loridan-Ivens
Marceline Loridan-Ivens (Épinal, 19 maart 1928 - Parijs, 18 september 2018) was een Frans filmregisseur, schrijfster en filmproducent van Pools-Joodse afkomst. Zij overleefde de Holocaust. Zij stond vooral bekend als een geëngageerd cineaste.

## Leven en werk

### Afkomst, jeugd en deportatie
Marceline Rozenberg werd geboren in Épinal (in de Vosges) als dochter van Poolse joden die, op de vlucht voor het antisemitisme, vanuit Łódź naar Frankrijk waren geëmigreerd in 1919. Aan het begin van de Tweede Wereldoorlog trok het gezin naar het zogenaamde 'France libre' van Philippe Pétain, naar de Vaucluse waar de jonge Marceline zich aansloot bij de Résistance. In 1944 werd ze samen met haar vader aangehouden door de Gestapo. Ze werden samen met onder meer Simone Veil gedeporteerd naar Auschwitz, vervolgens naar Bergen-Belsen en ten slotte naar Theresienstadt. Ze werd bevrijd door het Rode Leger en overleefde zo de Holocaust, in tegenstelling tot haar vader.

### Engagement als jongvolwassene in Parijs
Na de bevrijding keerde Rozenberg terug naar Frankrijk waar voor haar verwarrende tijden aanbraken. Haar familie was bijna uitgeroeid -  haar vader voorop, haar niet al te sterke moeder hertrouwde. Rozenberg groeide uit tot een eigenzinnige en wat bazige jonge vrouw die aan stemmingswisselingen leed. 
Rozenberg leerde dactylo- en stenografie. Her en der nam ze jobs aan. Ze werkte onder meer als enquêtrice en op de reprografische dienst van een enquêtebureau. Om haar leven meer standvastigheid en structuur te geven trouwde ze met Francis Loridan, een jonge ingenieur. 
In 1955 trad ze toe tot de PCF. Een jaar later hield ze het voor bekeken. In het intellectuele milieu dat het nachtleven van Saint-Germain-dès-Prés toen bevolkte ontmoette ze dissidenten zoals de filosoof Henri Lefebvre en de socioloog Edgar Morin. Haar dactylografische kennis kwam haar goed van pas bij het typen van manuscripten van Roland Barthes. Ze stelde zich eveneens in dienst van het FLN. 

### Carrière in de filmwereld
Edgar Morin vroeg haar als actrice voor de film Chronique d'un été (1960). Hij verwezenlijkte die samen met Jean Rouch, een cineast die een belangrijke inspiratiebron voor de nouvelle vague was en aan de wieg stond van de cinéma-vérité (cinéma direct). Deze sociologische documentaire werd in 1961 in Cannes bekroond met de Grand prix de la Semaine de la critique en wordt beschouwd als het manifest van de cinéma-vérité in Frankrijk. 
Na haar opgemerkte entree in de filmwereld ging Rozenberg zich als cineaste toeleggen op documentaires gewijd aan strijdende volkeren. In haar eerste documentaire, Algérie, année zéro (1962), had ze het over de toestand in Algerije vlak na de onafhankelijkheid. 
Le 17e Parallèle (1968) draaide ze samen met Joris Ivens, de Nederlandse pionier van de documentaire film met wie ze ondertussen was gehuwd. Ze situeerden hun aan de Vietnamoorlog gewijde geëngageerde documentaire in de gedemilitariseerde zone waarbij de overtuiging van de overwinning van het Vietnamese volk in de verf werd gezet.
Tussen 1972 en 1976 verbleven Loridan en Ivens in China waar ze twaalf documentaires opnamen. Deze films waarin ze verslag uitbrachten over de Culturele Revolutie (1966-1976) werden samengebundeld onder de titel Comment Yukong deplaça les Montagnes (1976).
Loridan schreef ook mee aan het scenario van de fictie-documentaire Une histoire de vent (1989), de testamentfilm van Ivens. 
In 2003 draaide ze La Petite Prairie aux bouleaux, haar eerste en enige fictiefilm. Loridan kreeg als eerste de toestemming om fictie-opnames te maken in het concentratiekamp van Auschwitz. De Franse actrice van Joodse afkomst Anouk Aimée kroop in Loridans huid als ex-gedeporteerde die beslist een herdenking in Birkenau bij te wonen.  

### Getuige van de Holocaust
Loridan schreef haar autobiografische essais steeds in samenwerking met journalisten. Op de achtergrond was haar verleden en ervaring als kampgevangene steeds aanwezig. In Ma vie balagan (2008) vertelde ze over haar leven (in Saint-Germain-des-Prés) na de kampen en over haar keuzes als filmmaakster. Tu n'es pas revenu (2015) is een lange hommage-brief gericht aan haar in de kampen omgekomen vader waarin ze het heeft over de deportatie en de dubieuze rol van Frankrijk hierin. In L'Amour après (2018) behandelde ze haar lichamelijke, affectieve en seksuele problemen na de kampen en publiceerde ze citaten uit de liefdesbrieven van onder meer Ivens en Georges Perec. 
Tot op hoge leeftijd gaf ze voordrachten en legde ze getuigenis af over de Shoah in de Franse scholen.     

### Privéleven
Marceline trouwde eerst met Francis Loridan, een ingenieur. Jaren later scheidden ze waarbij Marceline Loridans naam behield. In 1963 ontmoette ze de Nederlandse documentairemaker Joris Ivens. Deze ging eind 1964 bij haar inwonen. Loridan trouwde met hem en werd zo zijn vierde (en laatste) echtgenote. Het koppel bleef samen tot aan zijn overlijden in 1989.
Marceline Loridan-Ivens overleed in 2018 op 90-jarige leeftijd aan de gevolgen van een hartstilstand. Ze ligt begraven op het cimetière du Montparnasse. 

## Filmografie

### Regisseur
- 1962 - Algérie, année zéro (documentaire, samen met Jean-Pierre Sergent)
- 1968 - Le 17e Parallèle (documentaire, samen met Joris Ivens)
- 1976 - Comment Yukong deplaça les Montagnes (documentaireserie, samen met Joris Ivens)
- 1976 - Une histoire de ballon, lycée n° 31 Pékin (korte film van de serie Yukong, samen met Joris Ivens)
- 1977 - Les Kazaks (documentaire, samen met Joris Ivens)
- 1977 - Les Ouigours (documentaire, samen met Joris Ivens)
- 2003 - La Petite Prairie aux bouleaux

### Actrice
- 1961 - Chronique d'un été (Jean Rouch en Edgar Morin)
- 1999 - Peut-être (Cédric Klapisch)
- 2008 - Une belle croisière (Boris Lehman)
- 2008 - Les Bureaux de Dieu (Claire Simon)
- 2013 - Les Beaux Jours (Marion Vernoux)

### Scenarioschrijfster
- 1989 - Une histoire de vent
- 2003 - La Petite Prairie aux bouleaux

## Prijzen
- 1977 - César voor beste korte film-documentaire voor Une histoire de ballon, lycée n° 31 Pékin
- 2015 - prix de l’Académie Lilas
- 2015 - prix Jean-Jacques-Rousseau de l'autobiographie pour Et tu n'es pas revenu (Grasset)

## Publicaties
- Marceline Loridan en Joris Ivens: 17e parallèle : la guerre du peuple : deux mois sous la terre, Paris, les Éditeurs français réunis, 1969
- Marceline Loridan en Élisabeth D. Inandiak: Ma vie balagan, Robert Laffont, 2008
- Collectief (o.a. Marceline Loridan-Ivens): Témoignage in Traces de l'enfer, Larousse, 2015
- Marceline Loridan en Judith Perrignon: Et tu n'es pas revenu, Grasset, 2015
- Marceline Loridan en Judith Perrignon: L'amour après, Grasset, 2018